# جزيرة لبب
جزيرة لبب هي إحدى الجزر التابعة لمنطقة دنقلا وتقع بشمال السودان وتضم منطقة دنقلا عدد كبير من الجزر من بينها جزيرة لبب التى تبعد 550 كيلومتراً شمال الخرطوم، مساحتها 30 كيلومتراً مربع وتعد من أقدم الجزر المأهولة بالسكان واشتهرت بأنها جزيرة الأشراف وبها مرقد السيد حاج شريف
وهي مسقط رأس الإمام محمد أحمد المهدي.

## تاريخ
سكانها من أحفاد السيد حاج شريف بن علي الذي ينتسب لسيدنا علي بن أبي طالب رضي الله عنه وأرضاه.
كما ان بها مرقد السيد حاج شريف ود علي ومراقد اولادة واحفاده، وهو من الذين نشروا الإسلام في شمال السودان حيث جاء سائحا إلى شمال أفريقيا لنشر دين الله فطاب له المقام بشمال السودان عند جزيرة لبب وعرف بالصلاح والتقوى والورع.ويذكر الشيخ عبد المحمود نور الدئم في كتابه ازاهير الرياض في صفحة (312 إن سيدى الحاج شريف بن على سطع نجمه بجزيرة لبب في منتصف القرن السابع الهجري أي حوالى 750 هـ واشتهر بالولاية العلية ووهب نفسه لخدمة الدينوولد بها السيد محمد احمد المهدي حيث يوجد.